# O Ocidente

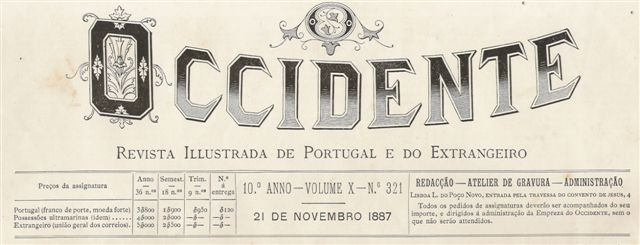
O cabeçalho de O Ocidente.

O Ocidente: Revista Ilustrada de Portugal e do Estrangeiro (na grafia da época O Occidente: Revista Illustrada de Portugal e do Extrangeiro) foi uma revista ilustrada editada em Lisboa de 1 de Janeiro de 1878 a 1909, que publicou 31 volumes anuais. A qualidade gráfica e literária desta publicação foi notável no panorama português, tendo merecido numerosos prémios, entre os quais nas exposições de Paris (1878), Lisboa (1888), Antuérpia (1894), Saint Louis (1895), Paris (1900) e Lovaina (1907). Teve entre os seus colaboradores grandes vultos da intelectualidade portuguesa, entre os quais Guerra Junqueiro, Maria Amália Vaz de Carvalho, Pinheiro Chagas, Cesário Verde, Luciano Cordeiro, Jaime Batalha Reis, Cândido de Figueiredo, Gonçalves Crespo e Ribeiro Artur.

## Historial

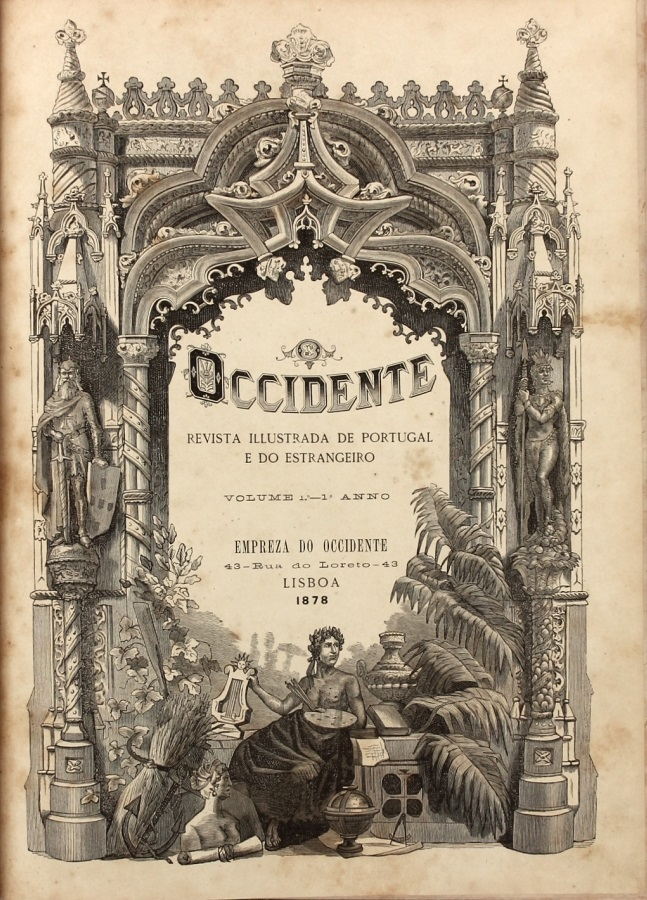
Capa do O Ocidente, 1878, n.º 1 a nº 24

Depois de várias tentativas falhadas de introduzir no mercado português revistas ilustradas, em geral efémeras dada a inexistência de técnicos gravadores que permitissem a sua sobrevivência, em 1877 surgiu a revista Dois Mundos, publicada em Paris, em língua portuguesa, mas com gravuras estrangeiras. Esta revista despertou grande interesse do público, demonstrando que existia mercado para um periódico ilustrado.
Foi com o objectivo de aproveitar aquela oportunidade que um grupo de intelectuais decidiu lançar uma publicação ilustrada a que deram o título de O Ocidente, Revista Ilustrada de Portugal e do Estrangeiro. O grupo incluía o prestigiado gravador Caetano Alberto da Silva, que forneceu o necessário capital; o investigador e publicista Brito Rebelo; o desenhador Manuel de Macedo; e o jornalista Guilherme de Azevedo.
A publicação teve como primeiro director o poeta, dramaturgo e jornalista Guilherme de Azevedo e como administrador Francisco António das Mercês, pessoa da confiança de Caetano Alberto que desempenhou o cargo por mais de 12 anos, só o deixando por impossibilidade de o acumular com as suas funções oficiais.
A publicação tinha como principais obreiros Caetano Alberto e Manuel de Macedo; o primeiro como gravador e o segundo como desenhador ilustrativo.
Os artistas gravadores fundadores que faziam parte do ateliê de gravura, dirigidos por Caetano Alberto, eram Rosalino Cândido Feijó, Manuel Diogo Neto, Domingos Caselas Branco, Jorge dos Reis, José Augusto de Oliveira, José António Kjolner e A. Francisco Vilaça.
O primeiro número veio a público no dia 1 de Janeiro de 1878, sendo um êxito imediato, já que poucas publicações terão sido acolhidas pelo público com o entusiasmo e interesse que O Ocidente despertou pela sua pertinência e qualidade. A atestar esta qualidade está a menção honrosa concedida, logo no ano da fundação, pelo Bureau de la Presse da Exposição Universal de Paris de 1878.
Apesar disso foi necessário vencer grandes dificuldades para levar por diante a empresa e evitar a efemeridade que caracterizara as tentativas anteriores de introduzir aquele tipo de imprensa em Portugal. Caetano Alberto, sobre quem pesava a maior responsabilidade, tinha que trabalhar por si e dirigir o trabalho de seus discípulos, emendando, retocando e acabando a maior parte das gravuras, o que obrigava a dias de trabalho de 18 horas.
O Ocidente viveria uma grave crise quando Caetano Alberto adoeceu gravemente em 1884, deixando-o prostrado por mais de 2 anos. Também Manuel de Macedo sofreu uma grave doença de olhos que o ia deixando cego.
Apesar dessas crises, O Ocidente conseguiu reunir a colaboração de alguns dos vultos da intelectualidade portuguesa da época, entre os quais Guerra Junqueiro, Maria Amália Vaz de Carvalho, Pinheiro Chagas, Cesário Verde, Luciano Cordeiro, Jaime Batalha Reis, Cândido de Figueiredo, Gonçalves Crespo e Ribeiro Artur. Encontram-se, ainda, ao longo da publicação, textos da autoria de Gustavo de Matos Sequeira, Francisco de Noronha, Brito Aranha, Maximiliano de Azevedo, Vilhena Barbosa, Julio de Castilho, J. Ribeiro Christino, Henrique Lopes de Mendonça, Ramalho Ortigão, António Correia de Oliveira, Américo Cortez Pinto, Teixeira de Queirós, Hipólito Raposo e Alberto Telles. Na fotografia destacam o nomes de Carlos Relvas, Joshua Benoliel, Alberto Lima e Ciríaco Tavares da Silva. Como diretores literários, após Guilherme de Azevedo, constam os nomes de: Gervásio Lobato (Setembro de 1880 a Junho de 1895, quando falece), João da Câmara (1895 a Dezembro de 1907, quando falece), Alfredo de Mesquita, que a partir do n.º 1048, assume o pseudónimo de João Prudêncio (Janeiro de 1908 a Dezembro de 1912) e António Cobeira (1913 a 1915). 
Ao longo das três décadas de publicação granjeou um conjunto de prémios, entre os quais os conferidos nas exposições onde se apresentou. Além da referida menção honrosa obtida na Exposição Universal de Paris de 1878; recebeu a medalha de cobre da Exposição Industrial Portuguesa de 1888; a medalha de cobre da Exposição Internacional de Antuérpia de 1894; o grande diploma de honra na Exposição de Imprensa de 1893, onde era esta a maior distinção; a medalha de cobre e o grand-prix na Exposição Universal de Paris de 1900; e uma distinção na Exposição de Lovaina em 1907).
A revista extinguiu-se em 1909 deixando um extraordinário património artístico e literário, sendo hoje uma das mais importantes fontes de iconografia da época e o repositório de trabalhos de alguns dos maiores vultos da intelectualidade portuguesa de finais do século XIX.